# صموئيل هينلي
صموئيل هينلي هو لاعب هوكي الجليد كندي، ولد في 25 يوليو 1993 في فال دور في كندا.

## وصلات خارجية
- صموئيل هينلي على موقع دوري الهوكي الوطني (الإنجليزية)
- صموئيل هينلي على موقع EliteProspects.com (الإنجليزية)
- صموئيل هينلي على موقع HockeyDB.com (الإنجليزية)
- صموئيل هينلي على موقع Hockey-Reference.com (الإنجليزية)